# Lista de membros do elenco de The Fast and the Furious
Fast & Furious é uma franquia de mídia estadunidense de ação e suspense criada por Gary Scott Thompson no fim da década de 1990. A trama narra os desafios do piloto ilegal Dominic Toretto ao assumir uma gangue de corridas de rua enquanto forja uma amizade com o agente federal disfarçado Brien O'Conner. Ambos se envolvem com cartéis de roubos de carros e gangues de corridas que colocam em risco suas próprias famílias e relações pessoais. A série cinematográfica da franquia é composta pelos dez filmes: The Fast and the Furious (2001), 2 Fast 2 Furious (2003), The Fast and the Furious: Tokyo Drift (2006), Fast & Furious (2009), Fast Five (2011), Fast & Furious 6 (2013), Furious 7 (2015), The Fate of the Furious (2017), F9 (2021) e Fast X (previsto para ser lançado em 2023). Além disso, a trama gerou ainda dois spin-offs: Turbo-Charged Prelude (2003) e Los Bandoleros (2009). 
O primeiro filme da franquia, lançado em 2001, é estrelado por Vin Diesel e Paul Walker nos respectivos papéis de Dominic Toretto e Brien O'Conner e conta ainda com Michelle Rodriguez, Jordana Brewster, Rick Yune e Matt Schulze como elenco de apoio. Na sequência, 2 Fast 2 Furious, Walker divide as telas com Tyrese Gibson, Eva Mendes, Devon Aoki e o rapper Ludacris nos respectivos papéis de Roman Pearce, Monica Fuentes, Suki e Tej Parker. A partir de então, Walker, Diesel, Rodriguez e Brewster formaram o quarteto de protagonistas da franquia estrelando os sete primeiros filmes. Os eventos relacionados a estes personagens constituem a principal trama narrativa da maior parte dos filmes da franquia. O terceiro filme da franquia, The Fast and the Furious: Tokyo Drift, introduziu os personagens Twinkie (Bow Wow) e Han Lue (Sung Kang) que teriam participação em eventos de alguns filmes seguintes. A partir de Fast & Furious (2009), o enredo foi redirecionado para o gênero de filme policial e o elenco passou a contar com outros nomes de renome como Gal Gadot no papel da agente dupla Gisele Yashar e Shea Whigham no papel do agente federal Michael Stasiak, ambos personagens que retornam nas sequências.
A partir de Fast Five (2011), o elenco englobou novos personagens como o agente federal Luke Hobbs (personagem de Dwayne Johnson), a policial Elena Neves (personagem de Elsa Pataky) e o antagonista Deckard Shaw (vivido por Jason Statham). Com o redirecionamento do enredo, tais personagens passaram a ser protagonistas dentro da trama e retornam nas sequências. Furious 7 (2015) é o primeiro filme da franquia após a morte de Paul Walker num acidente automobilístico e, portanto, parte de suas cenas foram concluídas por seu irmão Cody Walker. Sung Kang, Gal Gadot, Bow Wow, Nathalie Kelley, Tego Calderón e Don Omar aparecem em arquivo de metragem de filmes anteriores como os personagens Han, Gisele, Twinkie, Neela, Leo e Santos.
Expandindo o universo dos novos personagens apresentados no filme anterior, The Fate of the Furious (2017) inclui no elenco Charlize Theron como a agente federal Cipher, Kurt Russell como o negociador Sr. Ninguém, Scott Eastwood como o espião Pequeno Ninguém, Luke Evans como Owen Shaw e Helen Mirren como Magdalene Shaw. A sequência F9 (2021) inclui, além dos protagonistas de filmes anteriores, John Cena como Jakob Toretto, Michael Rooker como Buddy e Lucas Black como Sean Boswell.
Ao longo da franquia, diversas celebridades realizaram participações especiais com papéis secundários como: os rappers Don Omar e Tego Calderón que atuaram em vários filmes da saga como os pilotos Leo e Santos; Romeo Santos e Iggy Azalea que tiveram participação especial em Furious 7 (2015); os cantores Cardi B e Ozuna que viveram os personagens Leysa e Rico em F9 (2021). Alguns destes atores foram introduzidos como participação especial, mas tiveram seu papel na trama ampliados como foi o caso de Omar e Calderón e, mais recentemente, Cardi B.

## Elenco deFast & Furious
- A lista abaixo é ordenada pelos nomes das personagens em ordem alfabética a contar pelo sobrenome independentemente da relevância desta no universo fictício. O eventual título ou cargo da personagem aparece em menor tamanho acima do nome. O alter ego da personagem aparece em menor tamanho abaixo do nome.

| Personagem         | Filme                           | Filme                   | Filme                   | Filme                 | Filme              | Filme                   | Filme              | Filme                          | Filme                          | Filme              |
| Personagem         | The Fast and the Furious (2001) | 2 Fast 2 Furious (2003) | F&F: Tokyo Drift (2006) | Fast & Furious (2009) | Fast Five (2011)   | Fast & Furious 6 (2013) | Furious 7 (2015)   | The Fate of the Furious (2017) | F9 (2021)                      | Fast X (2023)      |
| ------------------ | ------------------------------- | ----------------------- | ----------------------- | --------------------- | ------------------ | ----------------------- | ------------------ | ------------------------------ | ------------------------------ | ------------------ |
| Adolfson           |                                 |                         |                         |                       |                    | Benjamin Davies         |                    |                                |                                |                    |
| Alex               |                                 |                         |                         | Brandon T. Jackson    |                    |                         |                    |                                |                                |                    |
| Armando            |                                 |                         |                         |                       | Romeo Santos       |                         | Romeo Santos       |                                |                                |                    |
| Agente Bilkins     | Thom Barry                      | Thom Barry              |                         |                       |                    |                         |                    |                                |                                |                    |
| Major Boswell      |                                 |                         | Brian Goodman           |                       |                    |                         |                    |                                |                                |                    |
| Sean Boswell       |                                 |                         | Lucas Black             |                       |                    | Lucas Black             | Lucas Black        |                                | Lucas Black                    |                    |
| Senhora Boswell    |                                 |                         | Lynda Boyd              |                       |                    |                         |                    |                                |                                |                    |
| Arturo Braga       |                                 |                         |                         | John Ortiz            |                    | John Ortiz              |                    |                                |                                |                    |
| Buddy              |                                 |                         |                         |                       |                    |                         |                    |                                | Michael Rooker                 | Michael Rooker     |
| Fenix Calderon     |                                 |                         |                         | Laz Alonso            | Laz Alonso         | Laz Alonso              | Laz Alonso         |                                |                                |                    |
| Chato              |                                 |                         |                         |                       | Yorgo Constantine  |                         |                    |                                |                                |                    |
| Cindy              |                                 |                         | Nikki Griffin           |                       |                    |                         |                    |                                |                                |                    |
| Cipher             |                                 |                         |                         |                       |                    |                         |                    | Charlize Theron                | Charlize Theron                | Charlize Theron    |
| Clay               |                                 |                         | Zachery Ty Bryan        |                       |                    |                         |                    |                                |                                |                    |
| Brian O'Conner     | Paul Walker                     | Paul Walker             | Paul Walker             | Paul Walker           | Paul Walker        | Paul Walker             | Paul Walker        |                                |                                |                    |
| Darden             |                                 | Eric Etebari            |                         |                       |                    |                         |                    |                                |                                |                    |
| Agente Dunn        |                                 | Edward Finlay           |                         |                       |                    |                         |                    |                                |                                |                    |
| Elle               |                                 |                         |                         |                       |                    |                         |                    |                                | Anna Sawai                     |                    |
| Enrique            |                                 | Mo Gallini              |                         |                       |                    |                         |                    |                                |                                |                    |
| Firuz              |                                 |                         |                         |                       |                    | Thure Lindhardt         |                    |                                |                                |                    |
| Monica Fuentes     |                                 | Eva Mendes              |                         |                       | Eva Mendes         |                         |                    |                                |                                |                    |
| Fusco              |                                 |                         |                         |                       | Alimi Ballard      |                         |                    |                                |                                |                    |
| Hector             | Noel Gugliemi                   |                         |                         |                       |                    |                         |                    | Noel Gugliemi                  |                                |                    |
| Malik Herzon       |                                 |                         |                         | Neil Brown Jr.        |                    |                         |                    |                                |                                |                    |
| Riley Hicks        |                                 |                         |                         |                       |                    | Gina Carano             |                    |                                |                                |                    |
| Luke Hobbs         |                                 |                         |                         |                       | Dwayne Johnson     | Dwayne Johnson          | Dwayne Johnson     | Dwayne Johnson                 |                                |                    |
| Virgil Hu          |                                 |                         | Jason Tobin             |                       |                    |                         |                    |                                |                                |                    |
| Ivory              |                                 |                         |                         |                       |                    | David Ajala             |                    |                                |                                |                    |
| Slap Jack          |                                 | Michael Ealy            |                         |                       |                    |                         |                    |                                |                                |                    |
| Jah                |                                 |                         |                         |                       |                    | Joe Taslim              |                    |                                |                                |                    |
| Mose Jakande       |                                 |                         |                         |                       |                    |                         | Djimon Hounsou     |                                |                                |                    |
| Jesse              | Chad Lindberg                   |                         |                         |                       |                    |                         |                    |                                |                                |                    |
| Jimmy              |                                 | MC Jin                  |                         |                       |                    |                         |                    |                                |                                |                    |
| Orange Julius      |                                 | Amaury Nolasco          |                         |                       |                    |                         |                    |                                |                                |                    |
| Kamata             |                                 |                         | Sonny Chiba             |                       |                    |                         |                    |                                |                                |                    |
| Kara               |                                 |                         |                         |                       |                    |                         | Ronda Rousey       |                                |                                |                    |
| Louis Kiet         |                                 |                         |                         |                       |                    |                         | Tony Jaa           |                                |                                |                    |
| Klaus              |                                 |                         |                         |                       |                    | Kim Kold                |                    |                                |                                |                    |
| Korpi              |                                 | John Cenatiempo         |                         |                       |                    |                         |                    |                                |                                |                    |
| Tego Leo           |                                 |                         |                         | Tego Calderón         | Tego Calderón      | Tego Calderón           |                    | Tego Calderón                  | Tego Calderón                  |                    |
| Leon               | Johnny Strong                   |                         |                         |                       |                    |                         |                    |                                |                                |                    |
| Leysa              |                                 |                         |                         |                       |                    |                         |                    |                                | Cardi B                        | Cardi B            |
| Kenny Linder       | Jim Parrack                     |                         |                         |                       |                    |                         |                    |                                | Jim Parrack                    |                    |
| Lookout            |                                 |                         |                         |                       |                    |                         |                    |                                | Bad Bunny                      |                    |
| Han Lue            |                                 |                         | Sung Kang               | Sung Kang             | Sung Kang          | Sung Kang               | Sung Kang          |                                | Sung Kang                      | Sung Kang          |
| Macroy             |                                 |                         |                         |                       | Geoff Meedy        |                         |                    |                                |                                |                    |
| Brian Marcos       |                                 |                         |                         |                       |                    |                         |                    | Isaac Holdane Immanuel Holdane | Isaac Holdane Immanuel Holdane |                    |
| Agente Markham     |                                 | James Remar             |                         |                       |                    |                         |                    |                                |                                |                    |
| Cara Mirtha        |                                 |                         |                         | Mirtha Michelle       |                    |                         |                    |                                |                                |                    |
| Morimoto           |                                 |                         | Leonardo Nam            |                       |                    |                         |                    |                                |                                |                    |
| Dwight Mueller     |                                 |                         |                         | Greg Cipes            |                    |                         |                    |                                |                                |                    |
| Neela              |                                 |                         | Nathalie Kelley         |                       |                    |                         | Nathalie Kelley    |                                |                                |                    |
| Elena Neves        |                                 |                         |                         |                       | Elsa Pataky        | Elsa Pataky             | Elsa Pataky        | Elsa Pataky                    |                                |                    |
| Pequeno Ninguém    |                                 |                         |                         |                       |                    |                         |                    | Scott Eastwood                 |                                | Scott Eastwood     |
| Sr. Ninguém        |                                 |                         |                         |                       |                    |                         | Kurt Russell       | Kurt Russell                   | Kurt Russell                   |                    |
| Leticia Ortiz      | Michelle Rodriguez              |                         |                         | Michelle Rodriguez    | Michelle Rodriguez | Michelle Rodriguez      | Michelle Rodriguez | Michelle Rodriguez             | Michelle Rodriguez             | Michelle Rodriguez |
| Otto               |                                 |                         |                         |                       |                    |                         |                    |                                | Thue Rasmussen                 |                    |
| David Park         |                                 |                         |                         | Ron Yuan              |                    |                         |                    |                                |                                |                    |
| Tej Parker         |                                 | Ludacris                |                         |                       | Ludacris           | Ludacris                | Ludacris           | Ludacris                       | Ludacris                       |                    |
| Roman Pearce       |                                 | Tyrese Gibson           |                         |                       | Tyrese Gibson      | Tyrese Gibson           | Tyrese Gibson      | Tyrese Gibson                  | Tyrese Gibson                  |                    |
| Penning            |                                 |                         |                         | Jack Conley           |                    |                         |                    |                                |                                |                    |
| Piloto #1          |                                 |                         |                         |                       |                    | Rita Ora                |                    |                                |                                |                    |
| Piloto #2          |                                 |                         |                         |                       |                    |                         | Iggy Azalea        |                                |                                |                    |
| Policial           |                                 | Neal H. Moritz          |                         |                       |                    |                         |                    |                                |                                |                    |
| Raldo              |                                 |                         |                         |                       |                    |                         |                    | Celestino Cornielle            |                                |                    |
| Ramsey             |                                 |                         |                         |                       |                    |                         | Nathalie Emmanuel  | Nathalie Emmanuel              | Nathalie Emmanuel              | Nathalie Emmanuel  |
| Reiko              |                                 |                         | Keiko Kitagawa          |                       |                    |                         |                    |                                |                                |                    |
| Hernan Reyes       |                                 |                         |                         |                       | Joaquim de Almeida |                         |                    |                                |                                |                    |
| Connor Rhodes      |                                 |                         |                         |                       |                    |                         |                    | Kristofer Hivju                |                                |                    |
| Roberto            |                                 | Roberto Sanchez         |                         |                       |                    |                         |                    |                                |                                |                    |
| Safar              |                                 |                         |                         |                       |                    |                         | Ali Fazal          |                                |                                |                    |
| Rico Santos        |                                 |                         |                         | Don Omar              | Don Omar           | Don Omar                |                    | Don Omar                       | Don Omar                       |                    |
| Deckard Shaw       |                                 |                         |                         |                       |                    | Jason Statham           | Jason Statham      | Jason Statham                  | Jason Statham                  |                    |
| Magdalene Shaw     |                                 |                         |                         |                       |                    |                         |                    | Helen Mirren                   | Helen Mirren                   |                    |
| Owen G. Shaw       |                                 |                         |                         |                       |                    | Luke Evans              | Luke Evans         | Luke Evans                     |                                |                    |
| Sheppard           |                                 |                         |                         |                       |                    |                         | John Brotherton    |                                |                                |                    |
| Michael Stasiak    |                                 |                         |                         | Shea Whigham          |                    | Shea Whigham            |                    |                                | Shea Whigham                   |                    |
| Sue                |                                 |                         |                         |                       |                    |                         |                    |                                | Martyn Ford                    |                    |
| Suki               |                                 | Devon Aoki              |                         |                       |                    |                         |                    |                                |                                |                    |
| Takashi            |                                 |                         | Brian Tee               |                       |                    |                         |                    |                                |                                |                    |
| Dominic Toretto    | Vin Diesel                      |                         | Vin Diesel              | Vin Diesel            | Vin Diesel         | Vin Diesel              | Vin Diesel         | Vin Diesel                     | Vin Diesel                     | Vin Diesel         |
| Jack Toretto       |                                 |                         |                         |                       |                    |                         |                    |                                | JD Pardo                       |                    |
| Jakob Toretto      |                                 |                         |                         |                       |                    |                         |                    |                                | Finn Cole John Cena            |                    |
| Mia Toretto        | Jordana Brewster                |                         |                         | Jordana Brewster      | Jordana Brewster   | Jordana Brewster        | Jordana Brewster   | Jordana Brewster               | Jordana Brewster               | Jordana Brewster   |
| T-Pain             |                                 |                         |                         |                       |                    |                         | T-Pain             |                                |                                |                    |
| Johnny Tran        | Rick Yune                       |                         |                         |                       |                    |                         |                    |                                |                                |                    |
| Sophie Trinh       |                                 |                         |                         | Liza Lapira           |                    |                         |                    |                                |                                |                    |
| Twinkie            |                                 |                         | Bow Wow                 |                       |                    |                         | Bow Wow            |                                | Bow Wow                        |                    |
| Vegh               |                                 |                         |                         |                       |                    | Clara Paget             |                    |                                |                                |                    |
| Carter Verone      |                                 | Cole Hauser             |                         |                       |                    |                         |                    |                                |                                |                    |
| Vince              | Matt Schulze                    |                         |                         | Matt Schulze          | Matt Schulze       | Matt Schulze            |                    |                                |                                | Matt Schulze       |
| Detetive Whitworth |                                 | Mark Boone Junior       |                         |                       |                    |                         |                    |                                |                                |                    |
| Wilkes             |                                 |                         |                         |                       | Fernando Chien     |                         |                    |                                |                                |                    |
| Gisele Yashar      |                                 |                         |                         | Gal Gadot             | Gal Gadot          | Gal Gadot               | Gal Gadot          |                                |                                |                    |
| Zizi               |                                 |                         |                         |                       | Michael Irby       |                         |                    |                                |                                |                    |